# Brissopsis parallela
Brissopsis parallela is een zee-egel uit de familie Brissidae.
De wetenschappelijke naam van de soort werd in 1914 gepubliceerd door René Koehler.